# Marguerite et Julien
Marguerite et Julien is een Franse film uit 2015, geregisseerd door Valérie Donzelli. De film ging in première op 19 mei op het Filmfestival van Cannes.

## Verhaal
Het verhaalt speelt af in de zestiende eeuw. Marguerite en Julien zijn de kinderen van Lord of Tourlaville. Ze hebben sinds hun kindertijd al een hechte band met elkaar maar wanneer ze opgroeien wordt deze band meer en meer passioneler. Ze worden wegens deze incestueuze relatie veroordeeld door de maatschappij en zijn verplicht te vluchten.

## Rolverdeling
| Acteur            | Personage                                              |
| ----------------- | ------------------------------------------------------ |
| Anaïs Demoustier  | Marguerite de Ravalet                                  |
| Jérémie Elkaïm    | Julien de Ravalet                                      |
| Aurélia Petit     | madame de Ravalet                                      |
| Frédéric Pierrot  | Jean III de Ravalet, de vader van Marguerite en Julien |
| Geraldine Chaplin | madame Lefevre de Haupitois                            |
| Sami Frey         | de abt van Hambye                                      |
| Catherine Mouchet | Jacqueline                                             |